# Liste der Wappen in der Provinz Vercelli
Die Liste der Wappen in der Provinz Vercelli beinhaltet alle in der Wikipedia gelisteten Wappen der Provinz Vercelli in der Region Piemont in Italien. In dieser Liste werden die Wappen mit dem Gemeindelink angezeigt.

## Wappen der Vercelli

Wappen der Provinz Vercelli
Lage der Provinz Vercelli in Italien

Alagna Valsesia
Albano Vercellese
Alice Castello
Alto Sermenza
Arborio
Asigliano Vercellese
Balmuccia
Balocco
Bianzè
Boccioleto
Borgo Vercelli
Borgo d’Ale
Borgosesia
Buronzo
Campertogno
Carcoforo
Caresana
Caresanablot
Carisio
Casanova Elvo
Cellio con Breia
Cervatto
Cigliano
Civiasco
Collobiano
Costanzana
Cravagliana
Crescentino
Crova
Desana
Fobello
Fontanetto Po
Formigliana
Gattinara
Ghislarengo
Greggio
Guardabosone
Lamporo
Lenta
Lignana
Livorno Ferraris
Lozzolo
Mollia
Moncrivello
Motta de’ Conti
Olcenengo
Oldenico
Palazzolo Vercellese
Pertengo
Pezzana
Pila (Piemont)
Piode
Postua
Prarolo
Quarona
Quinto Vercellese
Rassa
Rimella
Rive
Roasio
Ronsecco
Rossa
Rovasenda
Salasco
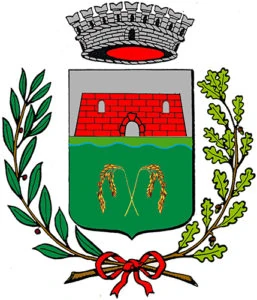
Sali Vercellese
Saluggia
San Germano Vercellese
San Giacomo Vercellese
Santhià
Scopa
Scopello
Serravalle Sesia
Stroppiana
Tricerro
Trino
Tronzano Vercellese
Valduggia
Varallo
Vercelli
Villarboit
Villata
Vocca